# Argentonnay
Argentonnay é uma comuna francesa na região administrativa da Nova Aquitânia, no departamento de Deux-Sèvres. Estende-se por uma área de 117.04 km². Em 2010 a comuna tinha 3 278 habitantes (densidade: 28 hab./km²).
Foi criada em 1 de janeiro de 2016, a partir da fusão das antigas comunas de Argenton-les-Vallées, Le Breuil-sous-Argenton, La Chapelle-Gaudin, La Coudre, Moutiers-sous-Argenton e Ulcot.